# Aderus caroti
Aderus caroti é uma espécie de inseto besouro da família Aderidae. Foi descrita cientificamente por Maurice Pic em 1909.

## Distribuição geográfica
Habita em África.